# Platyrrhinus infuscus
Platyrrhinus infuscus — вид родини листконосові (Phyllostomidae), ссавець ряду лиликоподібні (Vespertilioniformes, seu Chiroptera).

## Середовище проживання
Країни поширення: Болівія, Бразилія, Колумбія, Еквадор, Перу. Зустрічається від 180 до 1900 м. 

## Звички
Плодоїдний. Лаштує сідала невеликими групами в листяних зв'язках і в печерах.

## Загрози та охорона
Загрози не відомі. Живе в деяких природоохоронних територіях.